# N,N'-ジメチルプロピレン尿素
N,N'-ジメチルプロピレン尿素 (ジメチルプロピレンにょうそ、N,N'-dimethylpropyleneurea) とは、化学で非プロトン極性溶媒として用いられる環状の尿素誘導体。略称は DMPU。外見は無色の液体。1985年にディーター・ゼーバッハが、毒性の高さが問題となっていたヘキサメチルリン酸トリアミド (HMPA) の代替として DMPU が利用できることを紹介した。消防法に定める第4類危険物 第3石油類に該当する。